# Солевідкладення (видобуток нафти)
Солевідкладення при видобутку нафти можуть бути практично на всьому шляху руху води — у продуктивному пласті, свердловині, трубопроводах і обладнанні з підготовки нафти. В основному, солевідкладення спостерігається під час внутрішньоконтурного заводнення прісними водами, що пов'язано зі збагаченням закачуваних вод сульфатами внаслідок контакту із залишковими водами та розчинення мінералів. Причини відкладання солей — хімічна несумісність вод (наприклад, лужних із жорсткими), які надходять у свердловини з різних горизонтів або пропластків; перенасиченість водносолевих систем за зміни термобаричних умов.
Відклади солей призводять до зменшення видобутку нафти, скорочення міжремонтних періодів роботи свердловин; іноді вони настільки великі, що утруднюють експлуатацію свердловин.
Основними компонентами солей можуть бути гіпс, карбонати кальцію і магнію, хлориди. До їх складу входять також діоксид кремнію, оксидні сполуки заліза. Одночасно до складу осадів можуть входити органічні речовини (парафіни, асфальтени, смоли) та ін. Осади можуть бути твердими або пухкими, міцність зчеплення з металом збільшується з глибиною залягання пласта. Різний склад і структура відкладів потребують індивідуального підходу до вибору методу боротьби з ними на кожному родовищі.
Методи боротьби з відкладами солей поділяють на дві групи: попередження випадіння солей і видалення відкладів солей.
До комплексу робіт з підготовки заводнення входить перевірка закачуваних вод на хімічну сумісність з іншими водами, з якими вони змішуються в поверхневих або пластових умовах.
Найбільш прийнятний метод попередження випадання солей у трубах — застосування хімічних реагентів (інгібіторів солевідкладень). Їх періодично протискують у пласт і закачують в затрубний простір видобувних свердловин. Інгібітори покривають мікрокристалічні ядра осаду, уповільнюють ріст кристалів і утримують їх у розчині в завислому стані. Найефективнішими інгібіторами є поліфосфати, органічні фосфати, солі сульфокислот, гексаметафосфат натрію, амофос та ін. Відкладання солей повністю попереджується застосуванням інгібіторів на основі комплексонів (ПАФ-13, ДПФ-1, інкредол-1, фосфанол, СНПХ-5301) (дозування 20 г/м3).
Менш ефективним є вплив на розчини солей магнітними силовими полями й ультразвуком, а також застосування захисних покриттів (скло, високомолекулярні сполуки). Для боротьби з відкладами солей у нафтоводозбірних трубопроводах рекомендується встановлювати на гирлі спеціальні гіпсозбірники.
Основні методи боротьби з відкладеними солями базуються на використанні різних хімічних розчинників (як правило, кислотних розчинів), за допомогою яких відбуваються промивання; в результаті — відкладені солі розчиняються і продукти реакції видаляються із свердловини; в деяких випадках відкладення солей розбурюють долотом.
При хімічному методі видалення осади гіпсу перетворюють у водорозчинну сіль сульфату натрію (калію) і в осади карбонату або гідроксиду кальцію, які потім розчиняють соляно-кислотним розчином і вимивають водою. З цією метою доцільно використовувати реагенти карбонат і бікарбонат натрію або калію, а також гідроксиди лужних металів. Реагент вводять в інтервал відкладів і періодично прокачують або проводять оброблення при неперервній циркуляції. Потім проводять соляно-кислотну обробку (СКО) і промивають водою.
Можливе також термохімічне оброблення осаду соляно-кислотним розчином з додаванням хлористого натрію або амонію. Сіль можна розчиняти і в кислоті, підігрітій на поверхні за допомогою парової установки ППУА, а гарячу суміш закачувати в свердловину. Але реагент спричиняє активну корозію, а процес стає дорогим і трудомістким.
Солі хлоридів розчиняють у прісній воді при прокачуванні її у свердловини.